# Les Boules
A Les Boules című dal a francia Jordy 3. és egyben utolsó kimásolt kislemeze a Pochette Surprise című albumról. A dal nem volt túl sikeres, a francia lista 13. helyéig jutott csupán.

## Videóklip
A dalhoz készült videóklipben Jordy a tengerparton napozik, és lányokkal labdázik.

## Megjelenések
12"  Franciaország Versailles VER 659409 6
- A1 - Les Boules (Miami Mix) - 4:52
- B1 - Les Boules (Album Remix) - 5:05

## Slágerlista
| Slágerlista (1993)   | Legjobb helyezés |
| -------------------- | ---------------- |
| Franciaország (SNEP) | 13               |